# Strejești
Strejești est une commune roumaine située dans le județ d'Olt.